# Saint-Martin-le-Pin
Saint-Martin-le-Pin is een gemeente in het Franse departement Dordogne (regio Nouvelle-Aquitaine) en telt 305 inwoners (1999). De plaats maakt deel uit van het arrondissement Nontron.

## Geografie
De oppervlakte van Saint-Martin-le-Pin bedraagt 15,9 km², de bevolkingsdichtheid is 19,2 inwoners per km².
De onderstaande kaart toont de ligging van Saint-Martin-le-Pin met de belangrijkste infrastructuur en aangrenzende gemeenten.

## Demografie
Onderstaande figuur toont het verloop van het inwonertal (bron: INSEE-tellingen).